# Bonifacio Pinedo
Pour les articles homonymes, voir Pinedo.
Bonifacio Pinedo (1888-1954), marquis de Pinedo, est le roi cérémoniel de la communauté afro-bolivienne de 1932 à 1954.

## Biographie
Bonifacio Pinedo serait un descendant direct d'une lignée royale d'Afrique déportée en Bolivie par les Espagnols (successeur du prince Uchicho). Peu de choses ont été publiées sur sa vie et sa famille. Il a été couronné en 1932. Après sa mort, le trône reste vacant jusqu'à ce que son petit-fils y monte en 1992, sa fille aînée Doña Aurora exerçant une sorte de régence.
Son petit-fils et successeur, Julio Pinedo (couronné en 1992 sous le nom de règne de Julio Ier), est reconnu officiellement par la Bolivie le 3 décembre 2007, date de sa prestation de serment devant le préfet de La Paz.
Bonifacio Pinedo et sa femme Cecilia sont enterrés près de Mururata.

## Origine et ancêtres
L'histoire de la famille Pinedo est étroitement liée à la traite des esclaves par les Espagnols en Amérique du Sud. Après que la population indigène a été employée par les Espagnols à des travaux d'esclavage, entre autres dans les mines des Andes, et en grande partie décimée, des milliers d'Africains sont amenés en Amérique du Sud comme esclaves. Vers 1820, le dernier navire négrier est envoyé en Amérique du Sud, et, en 1826, la Bolivie abolit formellement l'esclavage. Sur l'un des derniers bateaux se serait trouvé le prince Uchicho, issu d'une maison royale du Sénégal, (ou, selon d'autres sources, du Kongo). En 1832, il est couronné par les anciens esclaves et devient le premier roi des Afro-Boliviens.
Le nom adopté par la famille, Pinedo, serait celui de ses anciens maîtres, comme c'était la coutume autrefois.
La communauté afro-bolivienne fait partie des 36 minorités reconnues dans le pays depuis l'adoption de la Constitution de 2009.